# Parafia Matki Bożej Bolesnej w Białołęce
Parafia Matki Bożej Bolesnej w Białołęce – parafia rzymskokatolicka we wsi Białołęka, w gminie Pęcław, należąca do dekanatu Głogów – św. Mikołaja diecezji zielonogórsko-gorzowskiej, metropolii szczecińsko-kamieńskiej w Polsce, erygowana w dniu 15 września 1978 roku. Do parafii należą : Kościół filialny w Wojszynie (św. Mikołaja) oraz kaplice w  Czerńczycach (Chrystusa Króla) i w Pęcławiu (św. Józefa).

## Proboszczowie
- ks. Sebastian Kluwak (do 2024)[1]
- ks. Andrzej Paś (2024 – )[1]